# Омаш
Омаш — река в России, протекает по Пестовскому району Новгородской области. Устье реки находится в 15 км по правому берегу реки Кирва. Длина реки составляет 22 км, площадь водосборного бассейна — 105 км².
К востоку от истока реки стоит деревня Горбухино Богословского сельского поселения. Примерно в полутора километрах от устья на левом берегу реки стоит деревня Имени Ленина Пестовского сельского поселения.

## Данные водного реестра
По данным государственного водного реестра России относится к Верхневолжскому бассейновому округу, водохозяйственный участок реки — Молога от истока и до устья, речной подбассейн реки — Реки бассейна Рыбинского водохранилища. Речной бассейн реки — (Верхняя) Волга до Куйбышевского водохранилища (без бассейна Оки).
Код объекта в государственном водном реестре — 08010200112110000006399.

## Топографическая карта
- Лист карты O-36-48. Масштаб: 1 : 100 000. Указать дату выпуска/состояния местности.